# Международный конкурс выступлений на малайском языке
Международный конкурс выступлений на малайском языке (малайск. Pertandingan Pidato Antarabangsa Bahasa Melayu) – одно из важных мероприятий в Малайзии, направленных на популяризацию малайского языка в мире.
Проводится с 2007 года ежегодно. До 2017 г. конкурс проводился по двум категориям: среди участников от стран Нусантары и участников от других стран. В 2017 г. добавилась третья категория: участники из числа иностранных студентов, обучающихся в Малайзии . Каждый участник может избрать одну из предложенных тем. В 2017 году, например, таких тем было  12 (Роль студентов, Мир во всем мире, Экономика и образование, Многообразие культур, Образование и возможности трудоустройства, Международное сотрудничество, Важность языка, Вместе мы сильны, в отдельности слабы, Проблема человечности, Вопросы прав человека, Равенство полов, Пожилых жалеем, молодых уважаем).  Время выступления в финале 7 минут. При оценке учитывается содержание речи (40 баллов), владение языком (30 баллов), впечатление (25 баллов) и этика (5 баллов).
В 2007-2009 гг. победителю вручался Кубок заместителя премьер-министра, c 2009 – Кубок премьер-министра. Участники, занявшие три первых места, награждаются также денежными премиями. В 2018 г. премии составляли: за первое место 10 тыс. ринггитов, за второе – 8 тыс., за третье – 5 тыс.
Число участников постоянно увеличивается. Если в первом конкурсе 2007 года было 27 участников из 27 стран, то в 2010 году - 56 участников из 51 страны, а в 2017 году – 77 участников из 72 стран . Это, однако, не значит, что во всех этих странах изучается малайский язык. Ряд стран представляют студенты, обучающиеся в вузах Малайзии. По завершении конкурса его участники получают возможность принять участие в недельной программе проживания в семьях в одной из малайских деревень
В состав жюри конкурса неоднократно входили российские учёные Татьяна Денисова и Виктор Погадаев.

## Победители конкурса по странам
| Год  | Страна     |
| ---- | ---------- |
| 2007 | Россия     |
| 2008 | Австралия  |
| 2009 | Камбоджа   |
| 2010 | КНР        |
| 2011 | Турция     |
| 2012 | Афганистан |
| 2013 | Панама     |
| 2014 | Австралия  |
| 2015 | Египет     |
| 2016 | Япония     |
| 2017 | Япония     |
| 2018 | КНР        |
| 2019 | Узбекистан |